# Bov (Padborg)
 For alternative betydninger, se Bov. (Se også artikler, som begynder med Bov)
Bov (tysk: Bau) er en by mellem Kruså og Padborg med en befolkning på omkring 2.500 mennesker. Den er opstået omkring kirken og kroen, som blev bygget ved Hærvejen. Byområdet i Aabenraa Kommune er praktisk taget vokset sammen med Padborg.
Det tidligere rådhus i den nu nedlagte Bov Kommune huser i dag teknisk forvaltning for Aabenraa Kommune.
Lige nord for Bov Kirke (de) findes Lyreskovskolen.

## Historie
Bov er bl.a. kendt for Slaget ved Bov, der stod omkring byen i 1848. Byen har en lang historie med Bov Kirke (de) som angiveligt blev bygget mellem 1050-1250, og Bov Kro som har stået siden 1566.
- Bov Kirke
- Mindesten 400 m syd for kirken
- Hulvejen Vældkildeforte ved kirkegården danner forbindelse til Gendarmstien